# Austria-Marsch
Der Austria-Marsch ist ein Marsch von Johann Strauss (Sohn) (op. 20). Das Werk wurde am 19. April 1846 anlässlich einer Militärparade erstmals aufgeführt.

## Einzelnachweis
1. ↑  Quelle: Englische Version des Booklets (Seite 20) in der 52 CDs umfassenden Gesamtausgabe der Orchesterwerke von Johann Strauß (Sohn), Hrsg. Naxos (Label). Das Werk ist als dritter Titel auf der 4. CD zu hören.